# 싱골

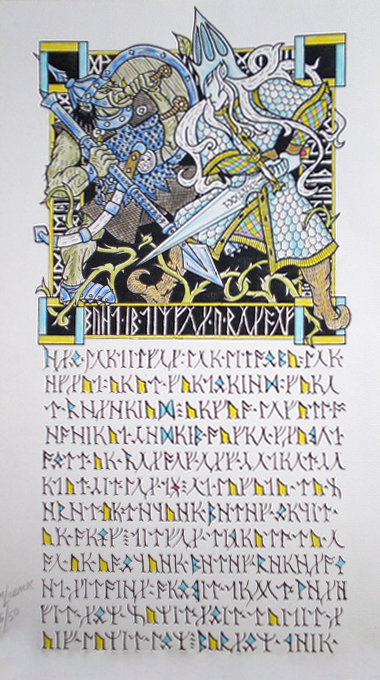

싱골(Thingol)은 《실마릴리온》의 등장인물이다. 본명은 엘웨. 가운데땅에서 군림한 신다르 대왕으로 널리 알려졌다.

## 개요
본명은 엘웨(Elwë, 별의 사람)이다. 넬랴르(텔레리)의 첫 요정인 에넬과 에넬예 사이에서 태어난 이름이 알려지지 않은 요정의 아들로, 동생으로 올웨와 엘모가 있다.
발리노르에 사절로 초대되어 영생목의 빛을 목도한 뒤 요정무리들을 설득해 텔레리들을 이끄는 리더가 되었으나, 멜리안과 사랑에 빠져 가운데땅에 정착해 요정왕국 도리아스를 세운 뒤 강력한 요정왕으로서 벨레리안드에서 군림했다.

## 생애

### 요정들의 대여정과 도리아스의 건국
잉궤, 핀웨와 함께 발라들의 초대를 받은 엘웨는 텔페리온과 라우렐린의 광휘를 목격한 뒤 다시금 그 빛을 보고자 하는 열망에 사로잡혔다. 그는 넬랴르를 설득해 서쪽을 향한 대여정을 시작한다. 넬랴르는 노래를 잘하는 분파였기에 린다르로 불리게 되었고, 나중에 발리노르에 가장 늦게 도착하였기에 텔레리로 불리게 되며, 긴 여정을 거치며 분파가 갈라지게 됐다.
어느 날, 엘웨가 친구 핀웨를 만나기 위해 난 엘모스 숲을 지나던 중에 노랫소리를 듣게 된다. 아름다운 노랫소리에 이끌린 그는 그 노랫소리를 따라가게 되었고, 노래를 부르고 있던 멜리안을 보게 된다. 엘웨가 그녀의 손을 잡았을 때 그는 마법에 빠져 수백년간 서로를 말 없이 응시하고만 있었다. 결국 친동생인 올웨는 기다림에 지쳐 발리노르로 향하길 원하는 텔레리들과 함께 먼저 떠났다.
그렇게 시간이 지난 후 엘웨는 멜리안과 함께 그들의 백성에게로 돌아왔다. 돌아온 엘웨에게는 마치 마이아 군주와도 같은 위엄이 서려있었다. 백성들은 그들을 환영하였고, 곧 이어 흩어져 있던 백성들을 모아 요정왕국 도리아스를 세웠다. 비록 엘웨는 발리노르에 도착하지는 못했지만, 멜리안의 얼굴에 비친 발리노르의 빛을 보고 만족했다고 한다. 엘웨를 기다리며 가운데 땅에 남은 텔레리들은 신다르라고 불리며, 엘웨는 이름을 회색망토라는 뜻의 싱골로라는 별명(epessë)이 붙었으며, 엘웨 싱골로라는 이름을 신다린으로 읽으면 엘루 싱골(Elu Thingol)이 되어, 이후로는 주로 싱골로 불린다.
태양의 제1시대에 모르고스의 세력에 위협을 느낀 싱골은 멜리안과 자신의 허락 없이 진입할 수 없는 마법의 장벽, 멜리안의 장막을 도리아스에 둘렀다. 이 안개장막에 의해 도리아스는 다른 요정왕국들에 비해 안전할 수 있었으며, 마이아 멜리안의 지식과 예지능력에 의해 크게 번성하였다.
한편 싱골은 놀도르의 망명에 대해서 기쁨보다는 불편함을 느꼈는데, 모르고스의 위협이 놀도르에 의해 벌어진 일이라고 짐작했기 때문이다. 결국 알쿠알론데의 동족살해에 대해 알기 된 싱골은 크게 분노하여 놀도르의 언어인 퀘냐 사용을 금지했고, 신다린을 사용하도록 명령했다. 또한 학살에 가담하지 않은 핀웨의 막내 피나르핀의 가문 사람만을 도리아스에 들이는 것을 허락했으며, 망명 놀도르에게 벨레리안드 변방의 자신의 영향력이 미치지 않는 곳에 땅을 차지하는 것을 허락했다.

### 베렌과 루시엔
싱골과 멜리안 사이에는 루시엔이라는 외동딸 하나가 있다. 그녀는 일루바타르의 자손 중 가장 아름다웠으며, 가장 고귀한 혈통을 가졌는데, 이유는 마이아의 혈통을 직접 가지고 태어난 유일한 인물이었기 때문이다. 싱골은 귀중한 외동딸을 애지중지하며 키웠다.
어느 날 루시엔이 자신이 천하게 여기던 인간과 사랑에 빠졌다는 사실을 알게 된 싱골은 당장 그 인간을 잡아오도록 시킨다. 이를 눈치 챈 루시엔이 인간을 환영하며 이를 막았고, 싱골은 인간을 비하하게 된다. 이에 인간은 자신의 정체를 바라히르의 아들 베렌이라 밝히며 루시엔과의 결혼에 대해 허락을 구한다. 이에 싱골은 베렌에게 모르고스의 철왕관에 박힌 실마릴을 가져오라고 명령하고, 베렌은 호기 넘치게 받아들이며 떠났다.
후에 베렌이 돌아오자 싱골은 실마릴을 보이라고 명했고, 베렌은 거대 늑대 카르카로스에 의해 잘린 손목을 보여주며 험난한 여정을 이야기했다. 이를 보자 싱골의 분노가 누그러졌고, 루시엔과의 결혼을 허락해주었다.
그러나 카르카로스가 도리아스를 침략한다. 카르카로스는 이미 거대한 운명의 일부가 된 상태여서 멜리안의 장막으로도 막을 수 없었다. 카르카로스가 싱골을 습격하려 하자 베렌이 이를 막으려다 치명상을 입었고, 카르카로스 또한 후안과 싸우다 사망한다. 카르카로스의 배를 가르자 실마릴을 쥐고 있던 베렌의 손이 있었고, 싱골은 실마릴의 아름다움에 매료되고 만다. 하지만 머지 않아 베렌이 죽자, 슬픔에 빠진 루시엔 또한 죽어버린다. 싱골은 크게 상심하여 급격하게 노쇠함을 겪게 되며, 이후 루시엔이 돌아와 그의 노쇠함을 치유해주었다. 베렌이 가져온 실마릴은 도리아스의 몰락을 불러왔다.

### 최후
베렌과 루시엔이 결혼한 이후에 싱골은 투린을 거두어서 보살폈다. 어느날 모르고스에게서 풀려난 후린이 나우글라미르를 싱골에게 주었고, 싱골은 그 목걸이를 실마릴과 결합하고자 하는 욕망에 빠졌다.
그는 노그로드의 난쟁이에게 실마릴에 세공 작업을 맡겼으나 난쟁이들 또한 실마릴을 소유하고자 하는 욕망에 빠진다. 실마릴이 박힌 나우글라미르는 몹시 아름다워서 싱골이 이를 걸치려고 했을 때 난쟁이들은 갑자기 나우글라미르의 소유권을 주장한다. 싱골은 이에 난쟁이들을 비난했다. 결국 싱골은 분노한 난쟁이에게 살해당한다.
멜리안 또한 싱골의 죽음에 상심하여 루시엔을 호출하고 도리아스를 마블룽에게 맡긴 뒤 발리노르로 떠났다. 멜리안이 떠나자 멜리안의 장막을 비롯해서 그녀가 걸어둔 마법이 사라졌고, 도리아스는 쇠락의 길을 걷게 된다.

### 텔레리 지도자
신다르 요정의 대왕이며 동시에 텔레리를 이끄는 올웨의 친형이며 갈라드리엘의 남편 켈레보른의 부친 엘모의 친형이기도 하다.
싱골이라는 이명은 자신을 따르는 신다르와 함께 가운데땅에 남은 후 본명보다 싱골이라는 이명이 그를 언급할 주로 사용된다. 2시대 인간 왕국 누메노르 왕족의 시조이기도 하다.

## 족보
| 핀웨 | 핀웨 | 핀웨 | 핀웨 | 핀웨   | 핀웨   |        |        | 인디스 | 인디스 | 인디스 | 인디스 | 인디스 | 인디스 |                                                                     |          | 하도르 가문 | 하도르 가문 | 하도르 가문 | 하도르 가문 | 하도르 가문 | 하도르 가문 |        |        | 할레스 가문 | 할레스 가문 | 할레스 가문 | 할레스 가문 | 할레스 가문 | 할레스 가문 |            |            | 베오르 가문 | 베오르 가문 | 베오르 가문 | 베오르 가문 | 베오르 가문 | 베오르 가문 |            |            | 싱골     | 싱골     | 싱골     | 싱골     | 싱골   | 싱골   |        |        | 멜리안 | 멜리안 | 멜리안 | 멜리안 | 멜리안 | 멜리안 |
| 핀웨 | 핀웨 | 핀웨 | 핀웨 | 핀웨   | 핀웨   |        |        | 인디스 | 인디스 | 인디스 | 인디스 | 인디스 | 인디스 |                                                                     |          | 하도르 가문 | 하도르 가문 | 하도르 가문 | 하도르 가문 | 하도르 가문 | 하도르 가문 |        |        | 할레스 가문 | 할레스 가문 | 할레스 가문 | 할레스 가문 | 할레스 가문 | 할레스 가문 |            |            | 베오르 가문 | 베오르 가문 | 베오르 가문 | 베오르 가문 | 베오르 가문 | 베오르 가문 |            |            | 싱골     | 싱골     | 싱골     | 싱골     | 싱골   | 싱골   |        |        | 멜리안 | 멜리안 | 멜리안 | 멜리안 | 멜리안 | 멜리안 |
|      |      |      |      |        |        |        |        |        |        |        |        |        |        |                                                                     |          |             |             |             |             |             |             |        |        |             |             |             |             |             |             |            |            |             |             |             |             |             |             |            |            |          |          |          |          |        |        |        |        |        |        |        |        |        |        |
|      |      |      |      | 핑골핀 | 핑골핀 | 핑골핀 | 핑골핀 | 핑골핀 | 핑골핀 |        |        |        |        |                                                                     |          | 갈도르      | 갈도르      | 갈도르      | 갈도르      | 갈도르      | 갈도르      |        |        | 하레스      | 하레스      | 하레스      | 하레스      | 하레스      | 하레스      |            |            | 바라히르    | 바라히르    | 바라히르    | 바라히르    | 바라히르    | 바라히르    |            |            |          |          |          |          |        |        |        |        |        |        |        |        |        |        |
|      |      |      |      | 핑골핀 | 핑골핀 | 핑골핀 | 핑골핀 | 핑골핀 | 핑골핀 |        |        |        |        |                                                                     |          | 갈도르      | 갈도르      | 갈도르      | 갈도르      | 갈도르      | 갈도르      |        |        | 하레스      | 하레스      | 하레스      | 하레스      | 하레스      | 하레스      |            |            | 바라히르    | 바라히르    | 바라히르    | 바라히르    | 바라히르    | 바라히르    |            |            |          |          |          |          |        |        |        |        |        |        |        |        |        |        |
|      |      |      |      |        |        |        |        |        |        |        |        |        |        |                                                                     |          |             |             |             |             |             |             |        |        |             |             |             |             |             |             |            |            |             |             |             |             |             |             |            |            |          |          |          |          |        |        |        |        |        |        |        |        |        |        |
|      |      |      |      | 투르곤 | 투르곤 | 투르곤 | 투르곤 | 투르곤 | 투르곤 |        |        | 엘렌웨 | 엘렌웨 | 엘렌웨                                                              | 엘렌웨   | 엘렌웨      | 엘렌웨      |             |             | 후오르      | 후오르      | 후오르 | 후오르 | 후오르      | 후오르      |             |             |             |             |            |            | 베렌        | 베렌        | 베렌        | 베렌        | 베렌        | 베렌        |            |            |          |          |          |          | 루시엔 | 루시엔 | 루시엔 | 루시엔 | 루시엔 | 루시엔 |        |        |        |        |
|      |      |      |      | 투르곤 | 투르곤 | 투르곤 | 투르곤 | 투르곤 | 투르곤 |        |        | 엘렌웨 | 엘렌웨 | 엘렌웨                                                              | 엘렌웨   | 엘렌웨      | 엘렌웨      |             |             | 후오르      | 후오르      | 후오르 | 후오르 | 후오르      | 후오르      |             |             |             |             |            |            | 베렌        | 베렌        | 베렌        | 베렌        | 베렌        | 베렌        |            |            |          |          |          |          | 루시엔 | 루시엔 | 루시엔 | 루시엔 | 루시엔 | 루시엔 |        |        |        |        |
|      |      |      |      |        |        |        |        |        |        |        |        |        |        |                                                                     |          |             |             |             |             |             |             |        |        |             |             |             |             |             |             |            |            |             |             |             |             |             |             |            |            |          |          |          |          |        |        |        |        |        |        |        |        |        |        |
|      |      |      |      |        |        |        |        | 이드릴 | 이드릴 | 이드릴 | 이드릴 | 이드릴 | 이드릴 |                                                                     |          |             |             |             |             | 투오르      | 투오르      | 투오르 | 투오르 | 투오르      | 투오르      |             |             |             |             | 님로스     | 님로스     | 님로스      | 님로스      | 님로스      | 님로스      |             |             | 디오르     | 디오르     | 디오르   | 디오르   | 디오르   | 디오르   |        |        |        |        |        |        |        |        |        |        |
|      |      |      |      |        |        |        |        | 이드릴 | 이드릴 | 이드릴 | 이드릴 | 이드릴 | 이드릴 |                                                                     |          |             |             |             |             | 투오르      | 투오르      | 투오르 | 투오르 | 투오르      | 투오르      |             |             |             |             | 님로스     | 님로스     | 님로스      | 님로스      | 님로스      | 님로스      |             |             | 디오르     | 디오르     | 디오르   | 디오르   | 디오르   | 디오르   |        |        |        |        |        |        |        |        |        |        |
|      |      |      |      |        |        |        |        |        |        |        |        |        |        |                                                                     |          |             |             |             |             |             |             |        |        |             |             |             |             |             |             |            |            |             |             |             |             |             |             |            |            |          |          |          |          |        |        |        |        |        |        |        |        |        |        |
|      |      |      |      |        |        |        |        |        |        |        |        |        |        |                                                                     |          |             |             |             |             |             |             |        |        |             |             |             |             |             |             |            |            |             |             |             |             |             |             |            |            |          |          |          |          |        |        |        |        |        |        |        |        |        |        |
|      |      |      |      |        |        |        |        |        |        |        |        |        |        | 에아렌딜                                                            | 에아렌딜 | 에아렌딜    | 에아렌딜    | 에아렌딜    | 에아렌딜    |             |             |        |        |             |             | 엘윙        | 엘윙        | 엘윙        | 엘윙        | 엘윙       | 엘윙       |             |             | 엘루레드    | 엘루레드    | 엘루레드    | 엘루레드    | 엘루레드   | 엘루레드   |          |          | 엘루린   | 엘루린   | 엘루린 | 엘루린 | 엘루린 | 엘루린 |        |        |        |        |        |        |
|      |      |      |      |        |        |        |        |        |        |        |        |        |        | 에아렌딜                                                            | 에아렌딜 | 에아렌딜    | 에아렌딜    | 에아렌딜    | 에아렌딜    |             |             |        |        |             |             | 엘윙        | 엘윙        | 엘윙        | 엘윙        | 엘윙       | 엘윙       |             |             | 엘루레드    | 엘루레드    | 엘루레드    | 엘루레드    | 엘루레드   | 엘루레드   |          |          | 엘루린   | 엘루린   | 엘루린 | 엘루린 | 엘루린 | 엘루린 |        |        |        |        |        |        |
|      |      |      |      |        |        |        |        |        |        |        |        |        |        |                                                                     |          |             |             |             |             |             |             |        |        |             |             |             |             |             |             |            |            |             |             |             |             |             |             |            |            |          |          |          |          |        |        |        |        |        |        |        |        |        |        |
|      |      |      |      |        |        |        |        |        |        |        |        |        |        |                                                                     |          |             |             |             |             |             |             |        |        |             |             |             |             |             |             | 갈라드리엘 | 갈라드리엘 | 갈라드리엘  | 갈라드리엘  | 갈라드리엘  | 갈라드리엘  |             |             | 켈레보른   | 켈레보른   | 켈레보른 | 켈레보른 | 켈레보른 | 켈레보른 |        |        |        |        |        |        |        |        |        |        |
|      |      |      |      |        |        |        |        |        |        |        |        |        |        |                                                                     |          |             |             |             |             |             |             |        |        |             |             |             |             |             |             | 갈라드리엘 | 갈라드리엘 | 갈라드리엘  | 갈라드리엘  | 갈라드리엘  | 갈라드리엘  |             |             | 켈레보른   | 켈레보른   | 켈레보른 | 켈레보른 | 켈레보른 | 켈레보른 |        |        |        |        |        |        |        |        |        |        |
|      |      |      |      |        |        |        |        |        |        |        |        |        |        |                                                                     |          |             |             |             |             |             |             |        |        |             |             |             |             |             |             |            |            |             |             |             |             |             |             |            |            |          |          |          |          |        |        |        |        |        |        |        |        |        |        |
|      |      |      |      |        |        |        |        |        |        |        |        |        |        |                                                                     |          |             |             |             |             |             |             |        |        |             |             |             |             |             |             |            |            |             |             |             |             |             |             |            |            |          |          |          |          |        |        |        |        |        |        |        |        |        |        |
|      |      |      |      |        |        |        |        |        |        |        |        |        |        | 엘로스                                                              | 엘로스   | 엘로스      | 엘로스      | 엘로스      | 엘로스      |             |             |        |        |             |             | 엘론드      | 엘론드      | 엘론드      | 엘론드      | 엘론드     | 엘론드     |             |             | 켈레브리안  | 켈레브리안  | 켈레브리안  | 켈레브리안  | 켈레브리안 | 켈레브리안 |          |          |          |          |        |        |        |        |        |        |        |        |        |        |
|      |      |      |      |        |        |        |        |        |        |        |        |        |        | 엘로스                                                              | 엘로스   | 엘로스      | 엘로스      | 엘로스      | 엘로스      |             |             |        |        |             |             | 엘론드      | 엘론드      | 엘론드      | 엘론드      | 엘론드     | 엘론드     |             |             | 켈레브리안  | 켈레브리안  | 켈레브리안  | 켈레브리안  | 켈레브리안 | 켈레브리안 |          |          |          |          |        |        |        |        |        |        |        |        |        |        |
|      |      |      |      |        |        |        |        |        |        |        |        |        |        |                                                                     |          |             |             |             |             |             |             |        |        |             |             |             |             |             |             |            |            |             |             |             |             |             |             |            |            |          |          |          |          |        |        |        |        |        |        |        |        |        |        |
|      |      |      |      |        |        |        |        |        |        |        |        |        |        | 누메노르의 왕들 안두니에의 영주들 아르노르의 왕들 아르세다인의 왕들 |          |             |             |             |             |             |             |        |        |             |             |             |             |             |             |            |            |             |             |             |             |             |             |            |            |          |          |          |          |        |        |        |        |        |        |        |        |        |        |
|      |      |      |      |        |        |        |        |        |        |        |        |        |        |                                                                     |          |             |             |             |             |             |             |        |        |             |             |             |             |             |             |            |            |             |             |             |             |             |             |            |            |          |          |          |          |        |        |        |        |        |        |        |        |        |        |
|      |      |      |      |        |        |        |        |        |        |        |        |        |        |                                                                     |          |             |             |             |             |             |             |        |        |             |             |             |             |             |             |            |            |             |             |             |             |             |             |            |            |          |          |          |          |        |        |        |        |        |        |        |        |        |        |
|      |      |      |      |        |        |        |        |        |        |        |        |        |        | 아라고른                                                            | 아라고른 | 아라고른    | 아라고른    | 아라고른    | 아라고른    |             |             | 아르웬 | 아르웬 | 아르웬      | 아르웬      | 아르웬      | 아르웬      |             |             | 엘라단     | 엘라단     | 엘라단      | 엘라단      | 엘라단      | 엘라단      |             |             | 엘로히르   | 엘로히르   | 엘로히르 | 엘로히르 | 엘로히르 | 엘로히르 |        |        |        |        |        |        |        |        |        |        |
|      |      |      |      |        |        |        |        |        |        |        |        |        |        | 아라고른                                                            | 아라고른 | 아라고른    | 아라고른    | 아라고른    | 아라고른    |             |             | 아르웬 | 아르웬 | 아르웬      | 아르웬      | 아르웬      | 아르웬      |             |             | 엘라단     | 엘라단     | 엘라단      | 엘라단      | 엘라단      | 엘라단      |             |             | 엘로히르   | 엘로히르   | 엘로히르 | 엘로히르 | 엘로히르 | 엘로히르 |        |        |        |        |        |        |        |        |        |        |
|      |      |      |      |        |        |        |        |        |        |        |        |        |        |                                                                     |          |             |             |             |             |             |             |        |        |             |             |             |             |             |             |            |            |             |             |             |             |             |             |            |            |          |          |          |          |        |        |        |        |        |        |        |        |        |        |
|      |      |      |      |        |        |        |        |        |        |        |        |        |        |                                                                     |          |             |             | 엘다리온    |             |             |             |        |        |             |             |             |             |             |             |            |            |             |             |             |             |             |             |            |            |          |          |          |          |        |        |        |        |        |        |        |        |        |        |